# جورجه الکساندرو
جورجه الکساندرو (رومانیایی: George Alexandru؛ ‏ تلفظ رومانیایی: [ˈd͡ʒe̯ord͡ʒe alekˈsandru]؛ ‏ ۲۱ نوامبر ۱۹۵۷ – ۱ ژانویهٔ ۲۰۱۶) بازیگر اهل رومانی بود.
از فیلم‌هایی که وی در آن‌ها نقش داشته است، می‌توان به بازمانده، بلوط، آینه، آخرین یورش، عروسی بی سروصدا و میرچئا اشاره نمود.